# Ranomi Kromowidjojo
Ranomi Kromowidjojo (født 20. august 1990 i Sauwerd) er en hollandsk svømmer, der gennem 2010'erne har tilhørt den absolutte verdenselite med adskillige EM-, VM- og OL-medaljer samt flere verdensrekorder.
Ved OL 2008 i Beijing deltog hun i fire discipliner. I 200 m fri vandt hun sit indledende heat, men tiden var ikke god nok til at gå videre og hun blev samlet nummer 23. Derudover deltog hun i tre holdkap-discipliner. I 4×100 m medley, hvor hun svømmede fjerde tur; hollændernes tid var ikke god nok til at kvalificere til finalen, og de endte her på trettendepladsen. I 4×100 m fri gik det lidt bedre, men en femteplads i indledende heat var heller ikke her nok til at gå i finalen, og hollænderne endte som nummer elleve. Bedst gik det i 4×100 m fri, hvor hun var med til at vinde guldmedaljer. Med en andenplads i indledende heat var hollænderne kvalificeret til finalen. Her svømmede Kromowidjojo andenturen efter Inge Dekker, mens Femke Heemskerk og Marleen Veldhuis sikrede sejren og en olympisk rekord på de sidste ture.
Ved OL 2012 i London deltog Kromowidjojo igen i fire discipliner, og hun vandt hun guld på 100 meter fri og satte ny olympisk rekord på distancen i finalen med tiden 53,00 efter en tredjeplads i indledende heat og sejr i semifinalen. Dermed var hun også en af favoritterne på den halve distance, og her vandt hun sit indledende heat og sin semifinale, inden hun gentog bedriften fra 100 m og vandt finalen i den olympiske rekordtid, 24,05.  Hun deltog desuden i to holdkap-konkurrencer, og hollænderne blev nummer seks i 4×100 m medley, mens de i 4×100 m fri blev nummer to og dermed vandt sølvmedaljer efter australierne på førstepladsen.
Kromowidjojo deltog også ved OL 2016 i Rio de Janeiro, men her endte hun uden for medaljerækken i de tre discipliner, hun deltog i. I 50 m fri (hvor danske Pernille Blume vandt guld) blev hun nummer seks, og i 100 m fri blev hun nummer fem, mens hun som sidste svømmer i 4×100 m fri sikrede hollænderne en fjerdeplads.
Hun har samlet vundet 39 VM- og EM-medaljer, heriblandt tre guldmedaljer ved kortbane-VM i Dubai 2010 og fire ved det tilsvarende mesterskab i Doha 2014. Hun er indehaver af flere kortbaneverdensrekorder:
- 50 m: 22,93 (7. august 2017)
- 4×50 m: 1.32,50 (12. december 2020)[9]
- 4×100 m: 3.26,53 (5. december 2014)
- 4×200 m: 7.32,85 (3. december 2014)